# Podocarpus coriaceus
Podocarpus coriaceus é uma espécie de conífera da família Podocarpaceae.
Pode ser encontrada nos seguintes países e territórios: República Dominicana, Guadalupe, Martinica, Monserrate, Porto Rico e São Cristóvão e Neves.